# اساشی، هوکایدو (هیاما)
اساشی، هوکایدو (هیاما) (به لاتین: Esashi, Hokkaido (Hiyama)) یک منطقهٔ مسکونی در ژاپن است که در Hiyama Subprefecture واقع شده‌است. اساشی  ۸٬۱۱۷ نفر جمعیت دارد.